# Championnat de France de tennis 1898
Pour un article plus général, voir Internationaux de France de tennis.
Résultats détaillés de l’édition 1898 du championnat de France de tennis.

## Faits marquants
En 1898, le simple messieurs est remporté par Paul Aymé.
En simple dames, Adine Masson, championne en titre et seule concurrente en lice conserve son titre sans jouer.

## Palmarès
| Tableau          | Vainqueurs   | Vainqueurs | Score         | Finalistes    | Finalistes |
| ---------------- | ------------ | ---------- | ------------- | ------------- | ---------- |
| Simple dames     | Adine Masson | France     |               |               |            |
| Simple messieurs | Paul Aymé    | France     | 5-7, 6-1, 6-2 | Paul Lebreton | France     |

## Simple messieurs
|  |               |  |   |   |   |
|  | Finale        |  |   |   |   |
|  |               |  |   |   |   |
|  |               |  |   |   |   |
|  | Paul Aymé     |  | 5 | 6 | 6 |
|  | Paul Aymé     |  | 5 | 6 | 6 |
|  | Paul Lebreton |  | 7 | 1 | 2 |

## Simple dames
La championne en titre 1897, Adine Masson, est directement qualifiée pour le challenge round (grande finale).
|  |                 |  |  |  |  |
|  | Challenge round |  |  |  |  |
|  |                 |  |  |  |  |
|  |                 |  |  |  |  |
|  | Adine Masson    |  |  |  |  |
|  |                 |  |  |  |  |
|  |                 |  |  |  |  |